# Carmelo Massimo Misiti
Carmelo Massimo Misiti (Reggio Calabria, 1º gennaio 1963) è un medico e politico italiano.

## Biografia
Misiti è un chirurgo ortopedico di Cosenza, membro del direttivo del Collegio italiano dei chirurghi, nonché  ex direttore scientifico della Società Italiana di Artroscopia, per la quale ha creato la WEB MEDICAL TELEVISION. Volontario con diverse missioni umanitarie in Africa con l'associazione Orthopaedics onlus prima, ortopedici.org negli ultimi anni.

### Elezione a deputato
Deputato della XVIII legislatura della Repubblica Italiana con il Movimento 5 Stelle per il collegio di Castrovillari.
Nel corso della XVIII legislatura ha presentato 17 Proposte di Legge, 2 di queste sono state approvate pubblicate sulla Gazzetta Ufficiale, la reintroduzione dell'orario di educazione civica nelle scuole di primo e secondo grado; l'obbligo del Defibrillatore nei luoghi pubblici; Ha presentato con l'AC 3571 la proposta di legge di modifica della rete dell'emergenza/urgenza, ritenuta dalla società scientifiche tra le più complete e da approvare.
A fine maggio 2021 lancia un disegno di legge per rivedere il percorso di accreditamento dell’eccellenza in ambito sanitario dai desiderata della politica per tornare a far prevalere il merito e i criteri scientifici.
L'11 dicembre 2021 diventa membro del Comitato per la Salute del Movimento 5 Stelle.
Il 26 dicembre del 2022 lascia il coordinamento regionale della Calabria del Movimento 5 Stelle
Ha fatto parte del gruppo di studio AGENAS - CIC  del sistema DRG